# Krølle-Bølle
Krølle-Bølle (Krölle-Bölle; deutsch: Locken-Strolch) ist eine Märchenfigur in Gestalt eines Trolls. Er ist das Maskottchen der dänischen Ostseeinsel Bornholm. Darstellungen der Figur begegnet man an vielen Orten der Insel, Krølle-Bølle-Artikel sind das beliebteste Souvenir auf Bornholm.

## Legende und Entstehung des Krølle-Bølle
Trolle oder Unterirdische (dänisch: Underjordiske) gibt es der Legende nach schon immer auf der Insel. Die ca. 1,30 Meter großen Wesen mit Knollennase und buschigem Schwanz sollen in den Klippen in unterirdischen Grotten leben. Der König der Unterirdischen ist Bobbarækus.
Der Ursprung des Unterirdischen-Königs liegt mehrere hundert Jahre zurück. Die zum Teil gruseligen Geschichten über ihn dienten vor allem dazu, die spielenden Kinder von gefährlichen Orten fernzuhalten. Der Mitarbeiter der Bornholmske Jernbaner, Ludvig Mahler, hatte die Erzählungen früher von seiner Mutter gehört, die diese schon von ihren Eltern kannte. Als Ludvig Mahler im Sommer 1943 die Zeit zusammen mit seinem Sohn Ole in seiner Hütte am Rande des Langebjerg in Sandvig verbrachte, fragte ihn sein Sohn eines Tages, wer am Langebjerg wohl leben würde. Daraufhin erzählte er die alten Geschichten und erfand die Figur des Krølle-Bølle. Der freche Kleine mit Haarlocke und Ringelschwanz – meist dargestellt mit einem an einer Angelrute baumelnden bereits geräucherten Hering – soll mit Vater Bobbarækus, Mutter Bobbasina und Schwester Krølle-Borra unter dem Langebjerg nahe der Burgruine Hammershus im Nordwesten der Insel leben. Er soll Schlag Mitternacht nach dem dritten Eulenruf erscheinen.
Ole war sehr neugierig nach dem kleinen Troll und seiner Familie, so dass sich der Vater neue Geschichten ausdachte und für seinen Sohn zeichnete. Der Rønner Verlag Ernst G. Olsen schlug vor, die ursprünglich nur für Mahlers Sohn gedachten Krølle-Bølle-Zeichnungen zu veröffentlichen. Im Jahr 1948 brachte er das Buch Bobbarækus Filiækus – med Krølle-Bølle rundt på Bornholm heraus. Darin zeigt der kleine Krølle-Bølle während einer abenteuerlichen Reise alle Sehenswürdigkeiten Bornholms. Zu seinen liebsten Beschäftigungen zählt das Spielen böser Streiche. Darüber erbosten Inselbewohnern ruft er zu: „Bobbarækus Filiækus“ (deutsch: Ich bin Bobbarækus’ Sohn). Vor Krølle-Bølles Vater Bobbarækus haben die meisten so viel Respekt, dass sie bei Nennung seines Namens den Strolch laufen lassen.
Heute besitzt der Keramikkünstler Ole Mahler die Rechte am Namen Krølle-Bølle und an den Zeichnungen seines Vaters Ludvig Mahler. Ole Mahler produziert seit 2006 in Hasle und Rønne Keramikfiguren der Krølle-Bølle-Familie.

## Krølle-Bølle-Eis

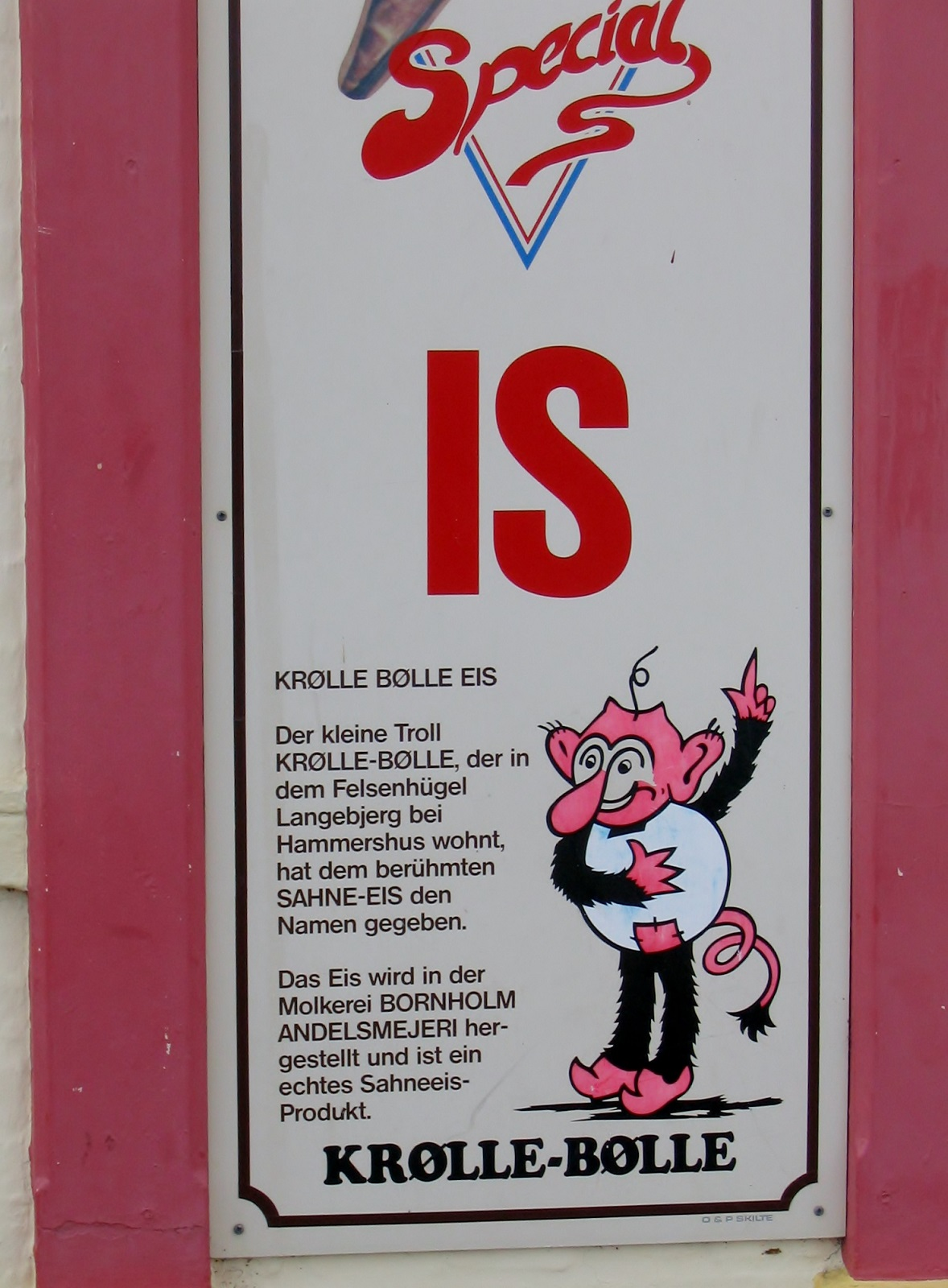
Krølle-Bølle Eiswerbung (2004)

Nach Krølle-Bølle benannten die Inselbewohner ihre populäre Softeismarke. Bis 2007 produzierte die Bornholmer Meiereigenossenschaft Bornholms Andelsmejeri in Klemensker das Krølle-Bølle-Eis, vermarktet wurde es vom Nestlé-Konzern. Im Jahr 2007 unterzeichnete Ole Mahler einen Vertrag mit der norwegischen Diplom-Is. Dabei konnte jedoch keine Einigung über den Produktionsstandort erzielt werden, so dass das Eis seit 2008 nicht mehr auf Bornholm hergestellt wird. Die Eisproduktion wurde zu Vebbestrup Flødeis in Hobro auf Jütland verlagert.
Das Fünener Unternehmen Butler’s Choice, das 2013 die Rechte erworben hatte, suchte drei Jahre lang erfolglos nach einem Bornholmer Produzenten. Seit Sommer 2017 wird Krølle-Bølle-Eis als Fair-Trade-zertifiziertes Bio-Eis in Portionsbechern durch einen kleinen dänischen Familienbetrieb produziert.